# Yamagata
Yamagata (山形県 (Sơn Hình huyện) Yamagata-ken) là tỉnh thuộc vùng Tōhoku trên đảo Honshū, giáp với Biển Nhật Bản. Thủ phủ của tỉnh là thành phố Yamagata.

## Địa lý
Yamagata nằm ở góc phía Tây Nam của Tohoku, đối diện với biển Nhật Bản. Nó giáp với tỉnh Niigata và Fukushima ở phía Nam, với tỉnh Miyagi ở phía Đông, tỉnh Akita ở phía Bắc. Tất cả những đoạn biên giới này đều được đánh dấu bằng các ngọn núi, với phần lớn dân số định cư ở vùng đồng bằng Trung tâm khá nhỏ.

## Lịch sử
Thổ dân người Ezo từng sống ở vùng hiện nay gọi là Yamagata. Trong suốt thời kì Heian (794–1185), gia tộc Fujiwara (藤原) thống lĩnh vùng này. Thành phố Yamagata phát triển hưng thịnh thời kì Edo nhờ vị trí là một thị trấn thành lũy quan trọng. Nổi tiếng với beni (thuốc nhuộm màu đỏ rum sử dụng trong sản xuất lụa). Năm 1649, nhà thơ Haiku nổi tiếng, Matsuo Bashō thăm Yamagata trong chuyến đi 5 tháng xuống vùng phía Bắc Nhật Bản. Tỉnh Yamagata và tỉnh Akita đã từng thuộc tỉnh Dewa cho đến thời Minh Trị Duy tân.

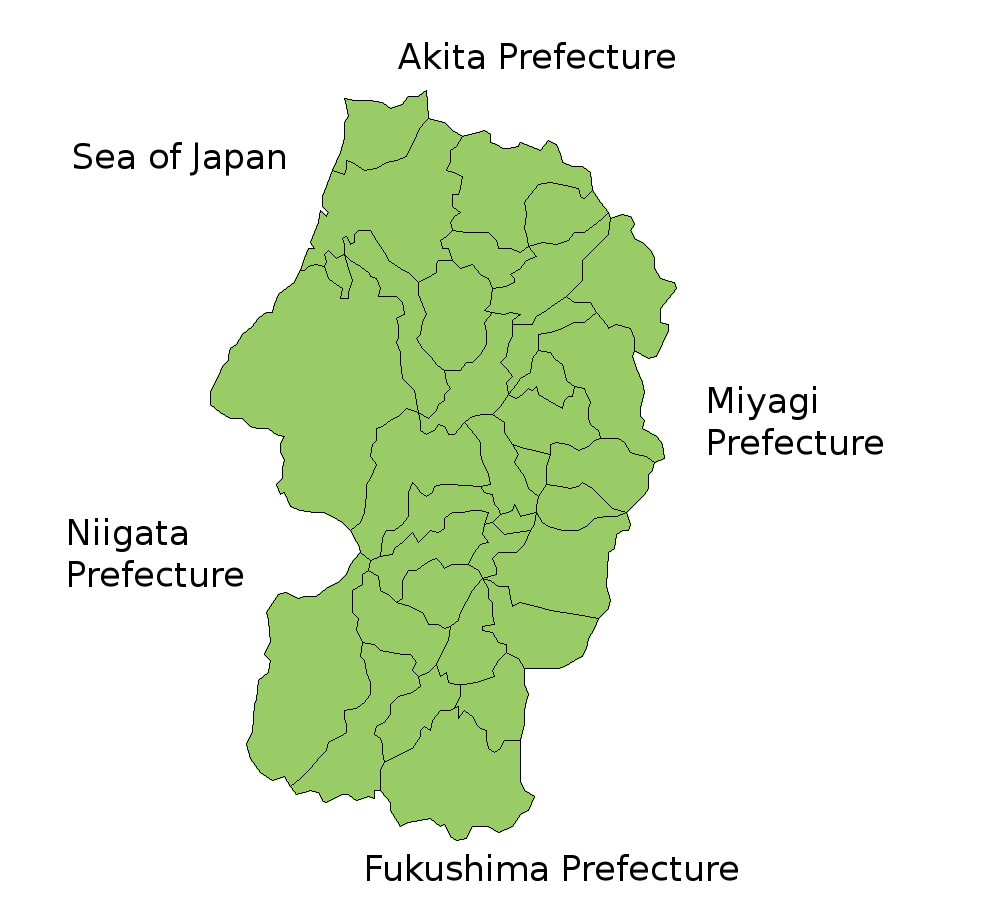
Bản đồ tỉnh Yamagata

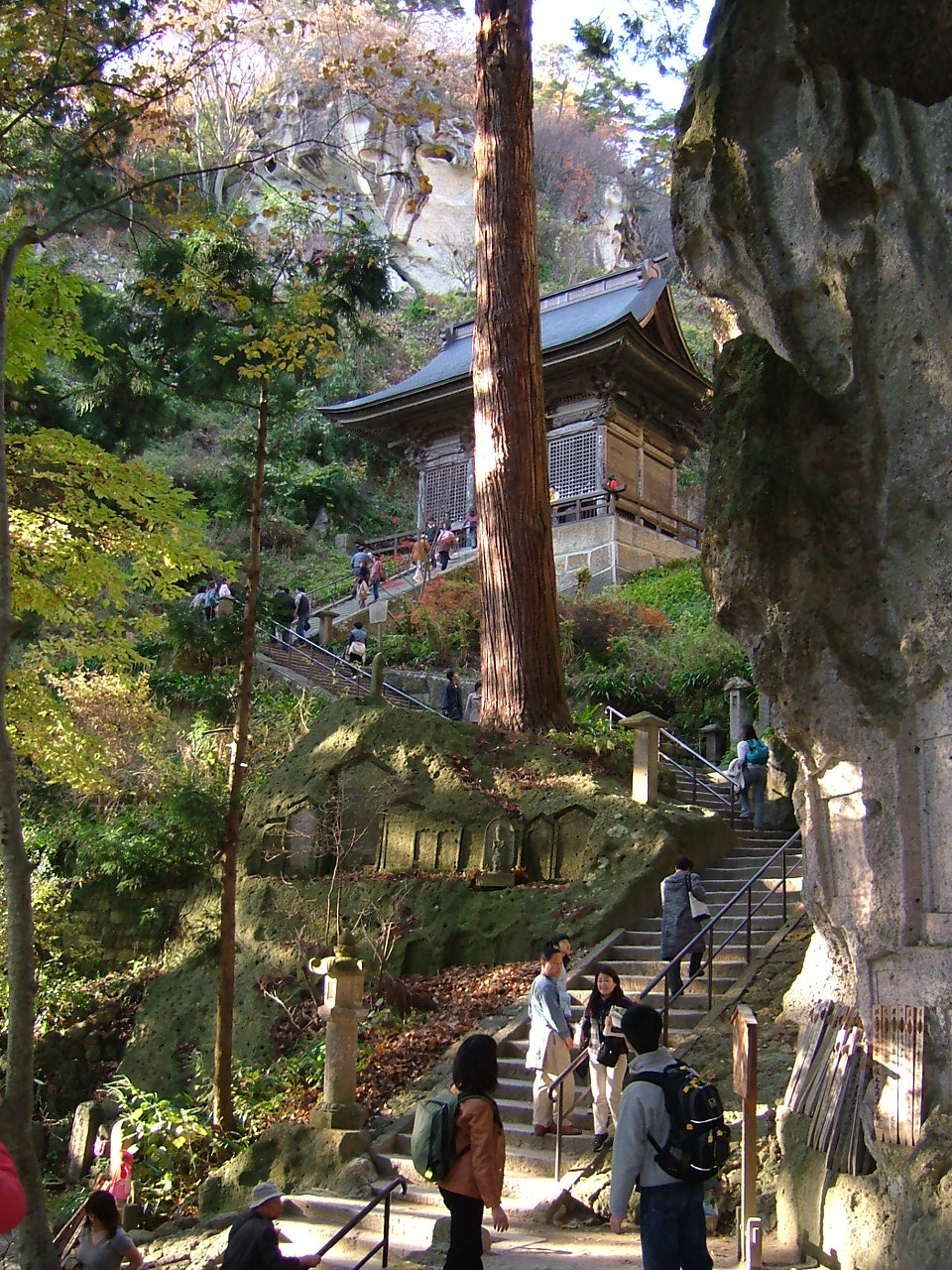
Chùa Yamedera thuộc tỉnh Yamagata

## Hành chính

### Thành phố
Tỉnh Yamagata có 13 thành phố:
| - Higashine - Kaminoyama - Murayama - Nagai - Nanyō - Obanazawa - Sagae | - Sakata - Shinjō - Tendō - Tsuruoka - Yamagata (thủ phủ) - Yonezawa |

## Giáo dục
- Đại học Yamagata

## Du lịch

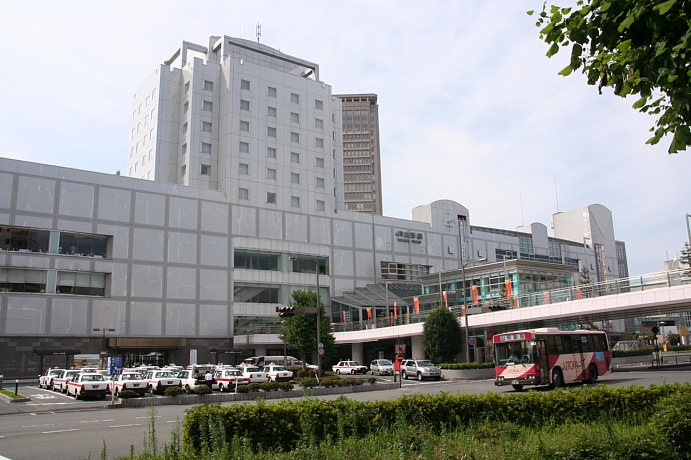
Ga Yamagata
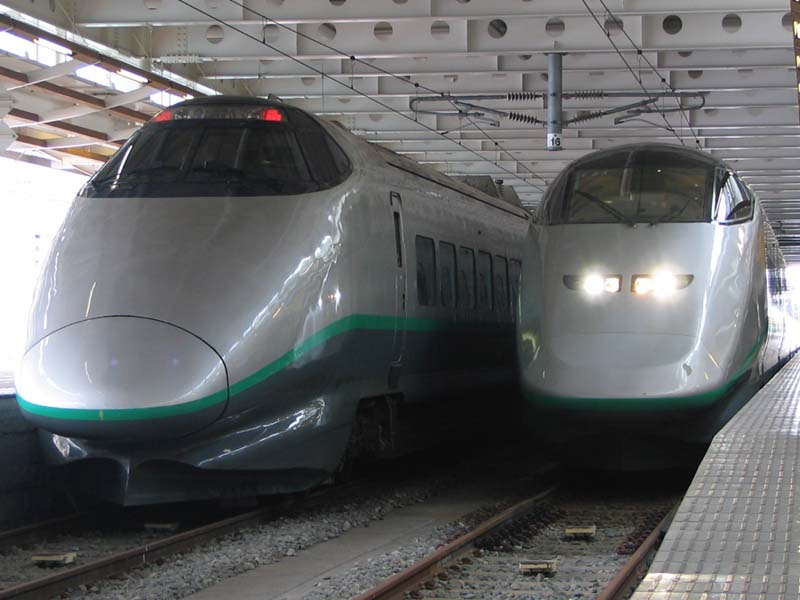
Yamagata shinkansen